# Zamama
Zamama è un centro eruttivo presente sulla superficie di Io.